# كويزي أنيق
كويزي أنيق (الاسم العلمي: Cantharellus elegans) هو نوع من الفطريات يتبع جنس الكويزي من فصيلة الكويزية.